# دلووهونوویتسه
دلووهونوویتسه (به چکی: Dlouhoňovice) یک منطقهٔ مسکونی در جمهوری چک است که در ناحیه اوستی ناد اورلیتسی واقع شده‌است. دلووهونوویتسه ۷۹۴ نفر جمعیت دارد.